# 니코 코바치
니코 코바치(크로아티아어: Niko Kovač, 1971년 10월 15일, 서독 서베를린 ~ )는 크로아티아의 전 축구 선수로, 레드 불 잘츠부르크에서 선수 생활의 마지막을 보냈다. 오랫동안 크로아티아 축구 국가대표팀의 주장으로 활동하였으며, 2009년 1월에 대표팀에서 은퇴하였다.
크로아티아 축구 국가대표팀 소속으로 두 번의 월드컵 (2002년, 2006년)과 두 번의 유럽축구선수권대회 (2004년, 2008년)에 참가했으며, UEFA 유로 2004에서 잉글랜드를, 2006년 FIFA 월드컵에서는 호주를 상대로 득점을 기록했었다.
선수 생활을 은퇴한 뒤, 레드 불 잘츠부르크 유스 감독을 맡았다. 2013년 10월 17일, 월드컵 지역예선에서 플레이오프로 밀려나자 이고르 슈티마츠의 후임으로 크로아티아 축구 국가대표팀 감독으로 임명되었다. 니코 코바치는 로베르트 코바치 (Robert Kovač)의 형이다.